# 瑞竹

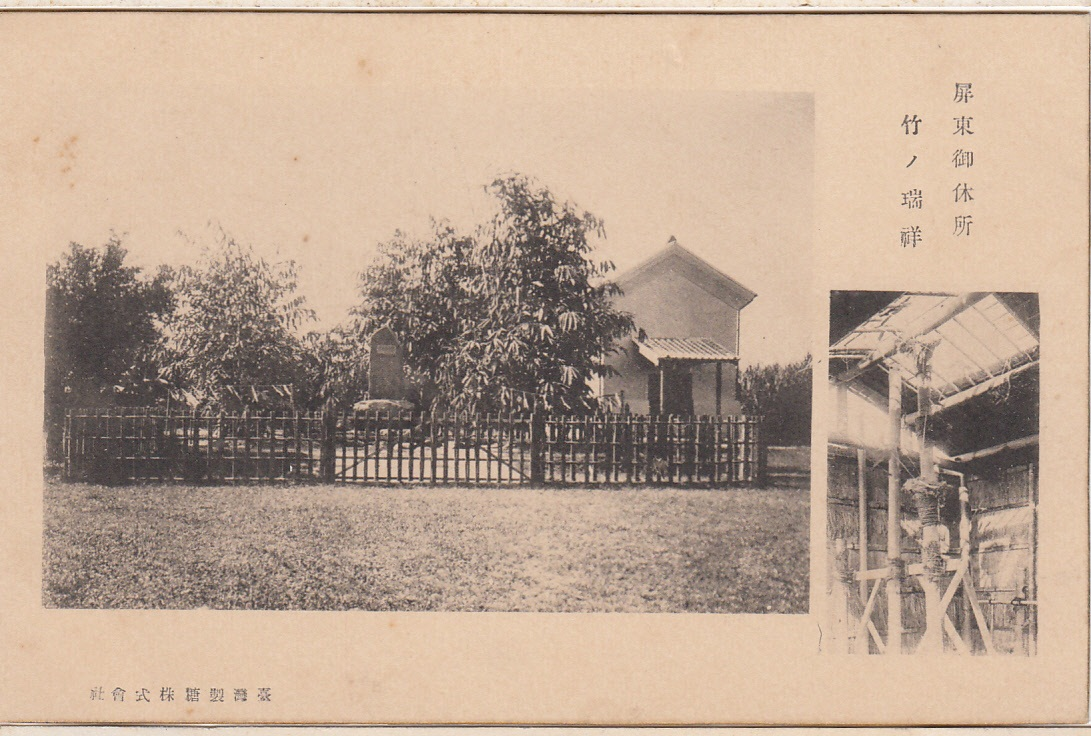
瑞竹

瑞竹是台灣日治時代高雄州屏東市（現屏東縣屏東市）的觀光名勝，位在台灣製糖會社阿緱工場（現台糖屏東總廠）內，惟現已不存。

## 概要
大正12年（1923年），攝政宮皇太子裕仁親王（後為昭和天皇）的台灣行啓，預定視察台灣製糖會社阿緱工場，會社以取自台中州竹山街的麻竹搭建御休憩所，在皇太子視察的數日前，竹柱不可思議的長出新芽，被視為瑞祥之兆，故名「瑞竹」。會社將此竹植於當地，後育成茂盛的竹林，也成為屏東的一大名勝。
此後，包含高松宮宣仁親王在內的多位皇族，也曾在訪台時到此視察、植樹。屏東市竹園町的町名亦來自「瑞竹」。